# 이원복 (정치인)
이원복(李源馥, 1957년 7월 15일 ~ )은 대한민국의 정치인이다. 제15·17대 국회의원(남동구 을)을 역임하였다. 본관은 한산이며, 경기도 화성군 출신이다.

## 학력
- 창영초등학교
- 대헌중학교
- 제물포고등학교
- 연세대학교 신학과 학사
- 연세대학교 행정대학원 도시및지방행정 석사

## 전과
- 사기: 징역 6월, 집행유예 2년 - 2014년 10월 8일 선고[1]

## 역대 선거 결과
|  | 33.88% |

|  | 33.31% |

|  | 41.20% |

|  | 39.66% |

|  | 40.36% |

|  | 57.70% |

|  | 26.79% |

|  | 11.08% |

|  | 37.58% |